# That's the Way of the World (chanson)
Singles de Earth, Wind & Fire
Sun Goddess
(1975) Sing a Song
Clip vidéo
[vidéo] « That's the Way of the World (audio) », sur YouTube
That's the Way of the World est une chanson du groupe américain Earth, Wind & Fire extraite de leur sixième album studio, sorti sur le label Columbia Records en mars 1975 et intitulé également That's the Way of the World.
Publiée en single (sous le label Columbia Records) en juin 1975[citation nécessaire], elle a débute à la 77e place du Hot 100 du magazine musical américain Billboard dans la semaine du 5 juillet et a atteint la 12e place pour la semaine du 20 septembre, passant en tout 16 semaines dans le chart,.
En 2004, Rolling Stone a classé cette chanson, dans la version originale d'Earth, Wind and Fire, 329e sur sa liste des « 500 plus grandes chansons de tous les temps ». (En 2010, le magazine rock américain a mis à jour sa liste, maintenant la chanson est 337e.)

## Composition
La chanson a été écrite par Maurice White, Verdine White et Charles Stepney. L'enregistrement d'Earth, Wind and Fire a été produit par Maurice White.